# Sisu XA-180
XA-180 är ett sexhjuligt, splitterskyddat trupptransportfordon med full amfibiekapacitet. Grundfordonet är konstruerat för att vara billigt och enkelt att använda och underhålla. Till utförande liknar fordonet även många andra hjuldrivna, splitterskyddade trupptransportfordon.
Förproduktion startade 1983 och serieproduktion påbörjades 1984. De första versionerna konstruerades och tillverkades av Sisu men sedan 1990-talet konstrueras och tillverkas fordonet av Patria i Tavastehus Finland.

## Historia
År 1982 utförde man en serie tester i Finland för att välja ett nytt splitterskyddat trupptransportfordon för att ersätta deras åldrande BTR-60P. I testerna utvaldes SISUs XA-180 som segrare och sent 1983 lades en produktionsorder för fordonet, vartefter produktion snart påbörjades.
Till en början utfördes all tillverkning av XA-180 för den finländska armén, men sedan fordonet visade sig vara idealt för FN-operationer har bland annat även Norge, Österrike, Irland och Sverige antingen köpt eller leasat fordonet för sina operationer i Libanon, Bosnien och Kosovo.
Den ursprungliga XA-180 ersattes därefter i produktionen av XA-185, som har en starkare motor (185 kW/246 hk), ett omkonstruerat tak och nya axlar - vilket gör att den fått en något högre siluett.
En XA-185-variant, XA-186, användes av norska FN-styrkor i Bosnien, och bar dubbla 12,7 mm M2 Browning-kulsprutor i ett torn. Den finländska armén använder ett antal XA-180 med uppfällbara radarmaster, som kan lyfta radardisken ovanför trädtopparna och spana av horisonten i 360°. 
Ytterligare en variant, XA-181, är konstruerad för att bära luftvärnsroboten Crotale NG MOD, i Finland betecknad Ilmatorjuntaohjus 90M (Luftvärnsrobot 90M), kort ItO 90M. Den finländska armén har omkring 20 XA-181 luftvärnssystem.
XA-180-serien ersattes till slut av XA-200-serien.

## Utförande
XA-180 är baserad på SISUs 6×6-lastbil SA-150 och använder många av dess delar, men skiljer sig mycket i underrede och hjulbas. Karossen är pansrad och försett med ett trupputrymme baktill. Trupper lämnar och går in i fordonet via två bakre dörrar. 
XA-180 är till stor del lik flera andra moderna 6x6-pansarterrängbilar i utförande, exempelvis: VAB 6x6, VEC-M1, Pandur I, APS-3 Anoa, etc men skiljer sig från normen i att dess motor är placerad bakom föraren på fordonets vänstra sida.
XA-180 i jämförelse med andra 6x6 pansarterrängbilar.
|  |  |  |  |  |

Tidiga XA-180 var obeväpnade men detta ändrades senare till att en 12,7 mm M2 Browning monterades på en roterande taklavett. XA-180-fordon för FN-tjänst kan ha dubbellavett för två 12,7 mm M2 Browning eller mindre torn för en.

## Varianter

### XA-180

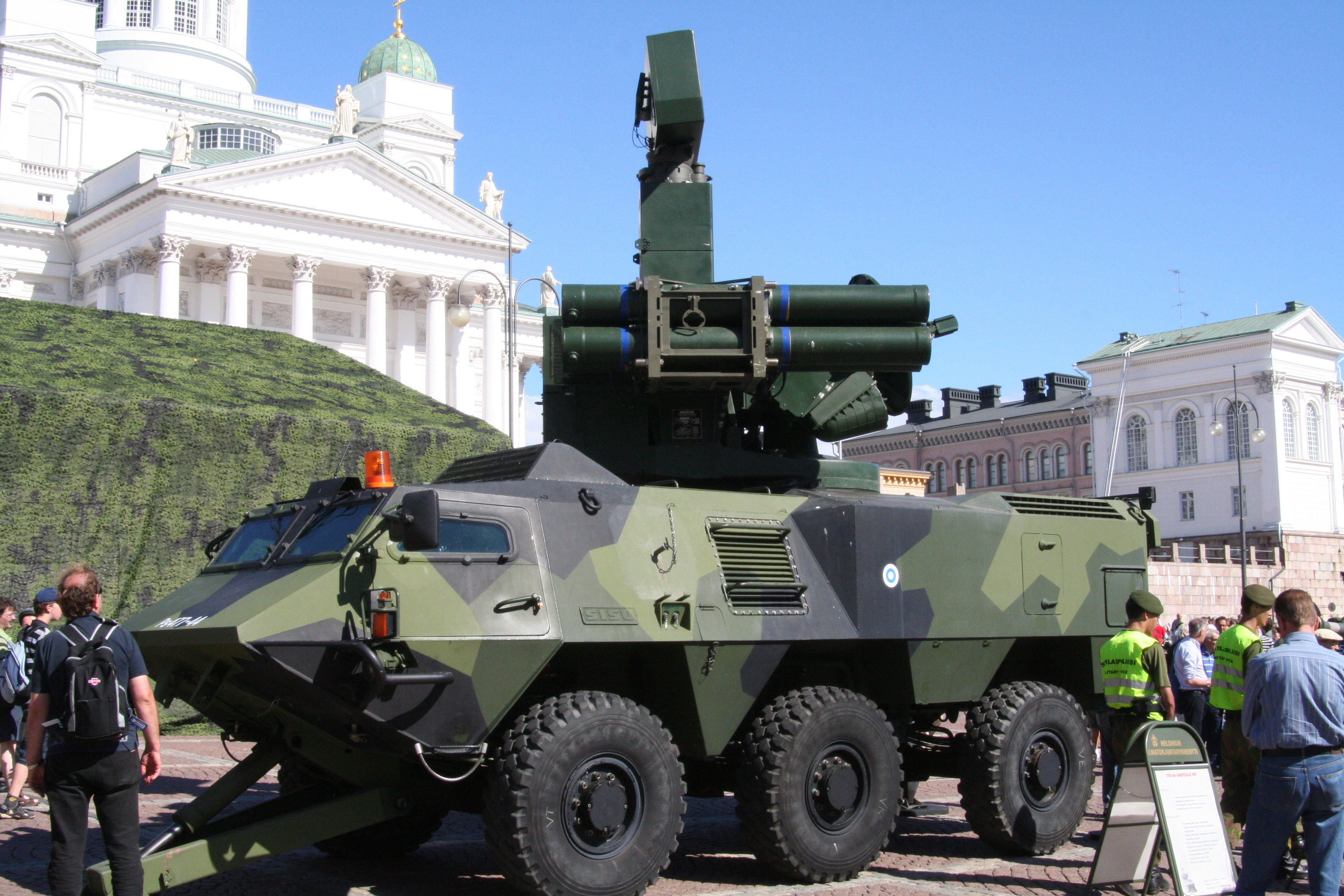
XA-181 med ItO 90M luftvärnsrobotsystem.

Grundmodellen, som har en besättning om 2 och som kan ta 16 man.

#### Varianter
- XA-180 : utrustad med 12,7 mm kulspruta
- XA-181 : utrustad med Crotale NG MOD-luftvärnsrobotar
- XA-182 : utrustad med en Jantronic J-1000 radar

### XA-185
En uppgraderad version som kan ta 18 man förutom de två besättningsmännen. Den har en större motor och en förbättrad kraftöverföring. Den är även beväpnad med en 12,7 mm kulspruta.

#### Varianter
- XA-185 ambulans : stridsambulansfordon
- XA-185 befälsfordon : utrustad med extra radioutrustning och antenner
- (XA-185 Crotale : Crotale NG-utrustad version)(?)
- XA-185 : med 30 mm kanon
- XA-185 Radar : med radarsystem för övervakning
- XA-185 Recovery : fordon för underhåll och reparation
- XA-185 TOW : utrustad med TOW-pansarvärnsrobot
- XA-186 : modell med utökat skydd
- XA-186NO : Norsk variant av XA-186 (22 fordon totalt)
- XA-186NO Recovery : Norsk fordonsvariant för underhåll och reparation
- XA-186NO kommendörsfordon : befälsfordon för Norge
- XA-188 : utrustad med extra pansar för Nederländerna (70 fordon)

### XA-200

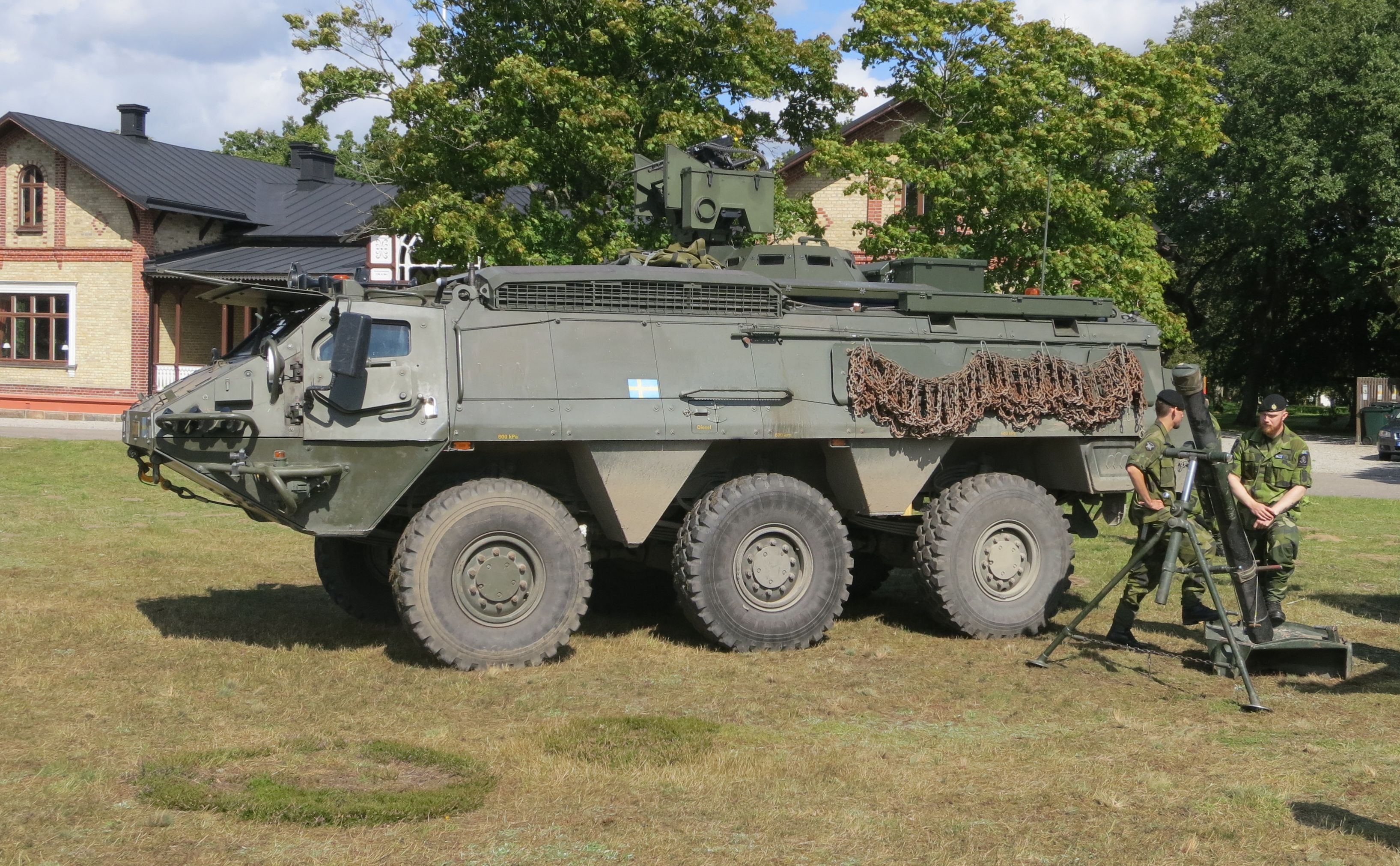
XA-203 i svenskt Pansarterrängbil 203B utförande.

200-serien ser lite annorlunda ut än sina föregångare och är försedd med tjockare pansar på bekostnad av de helamfibiska egenskaperna. Den kan dock korsa vattendrag som är 1,5 m djupa. Det förbättrade pansaret kan skydda passagerarna för skott från ända upp mot 14,5 × 114 mm(en). Fordonet är även utrustat med optiska hjälpmedel, som periskop och mörkerkikare. 
Pansaret utökades ytterligare efter rapporter om att skott från patronen 7,62 × 54 mm R kunde genomtränga pansaret på vissa ställen.

#### Varianter
- XA-201 : XA-200-version för Danmark
- XA-201 Ambulans : ambulansversion av XA-201 för Danmark
- XA-202 : Befälsfordon
- XA-203 : Trupptransport (se: Pansarterrängbil 203)
- XA-285 :
- XA AMOS : utrustad med AMOS 120 mm dubbelgranatkastartorn

## Användare
XA-seriens fordon används idag av de finländska, svenska, norska, estniska och nederländska arméerna. XA-180 var tidigare en populär vagn för FN:s fredsbevarande uppdrag och vagnar leasades då av Sverige, Danmark, Nederländerna, Irland och Norge.
I Finland kallas vagnen för "Pasi" (fi: Panssari Sisu).

### Finländska armén
- XA-180, de flesta är uppgraderade till 185-nivå och utrustade med specialkommunikationsutrustning
- XA-185, den vanligaste varianten. Vissa är utrustade med TOW-torn. Vanligtvis är finländska fordon utrustade med 12.7 mm NSV ksp
- XA-203, den senaste generationens splitterskyddat trupptransportfordon som ska ersätta de äldsta av 185-serien
- XA-202 befälsfordon, utrustade med specialkommunikationsutrustning
- XA-181 ItO90M, luftvärnsrobotvagn med Crotale NG MOD luftvärnsrobotar.
- XA luftvärnsradarvariant
- Ambulans

### Svenska armén
- XA-180S, huvudsakligen i FN-tjänst. Heter i Sverige Pansarterrängbil 180 eller Patgb 180, i dagligt tal även "Sisu".
- XA-202S, heter i Sverige Pansarterrängbil 202 eller Patgb 202. Finns i varianterna Stripatgb 2021, Störpatgb 2022, Pejlpatgb 2023 samt Rlpatgb 2024.
- XA-203S, splitterskyddat trupptransportfordon, beväpnat med en 20 mm kanon. Sjuktransportversionen är obeväpnad. Heter i Sverige Pansarterrängbil 203 eller Patgb 203.

### Norska armén
- XA-186 används av Telemarkbataljonen, Hans Majestet Kongens Garde och Basesett 1 som finns vid Ørland huvudflygstation

### Estniska armén
- XA-180, tidigare använda av den finländska armén. Sammanlagt 60 fordon. Sålda utan beväpning.

### Nederländska armén
- XA-188 GVV (en tidig variant av 200-serien) Används av armén och marinkåren, utrustad med GPS och satcom, beväpnad med en lätt eller tung kulspruta
- XA-188 GWT Ambulans